# Выруский институт

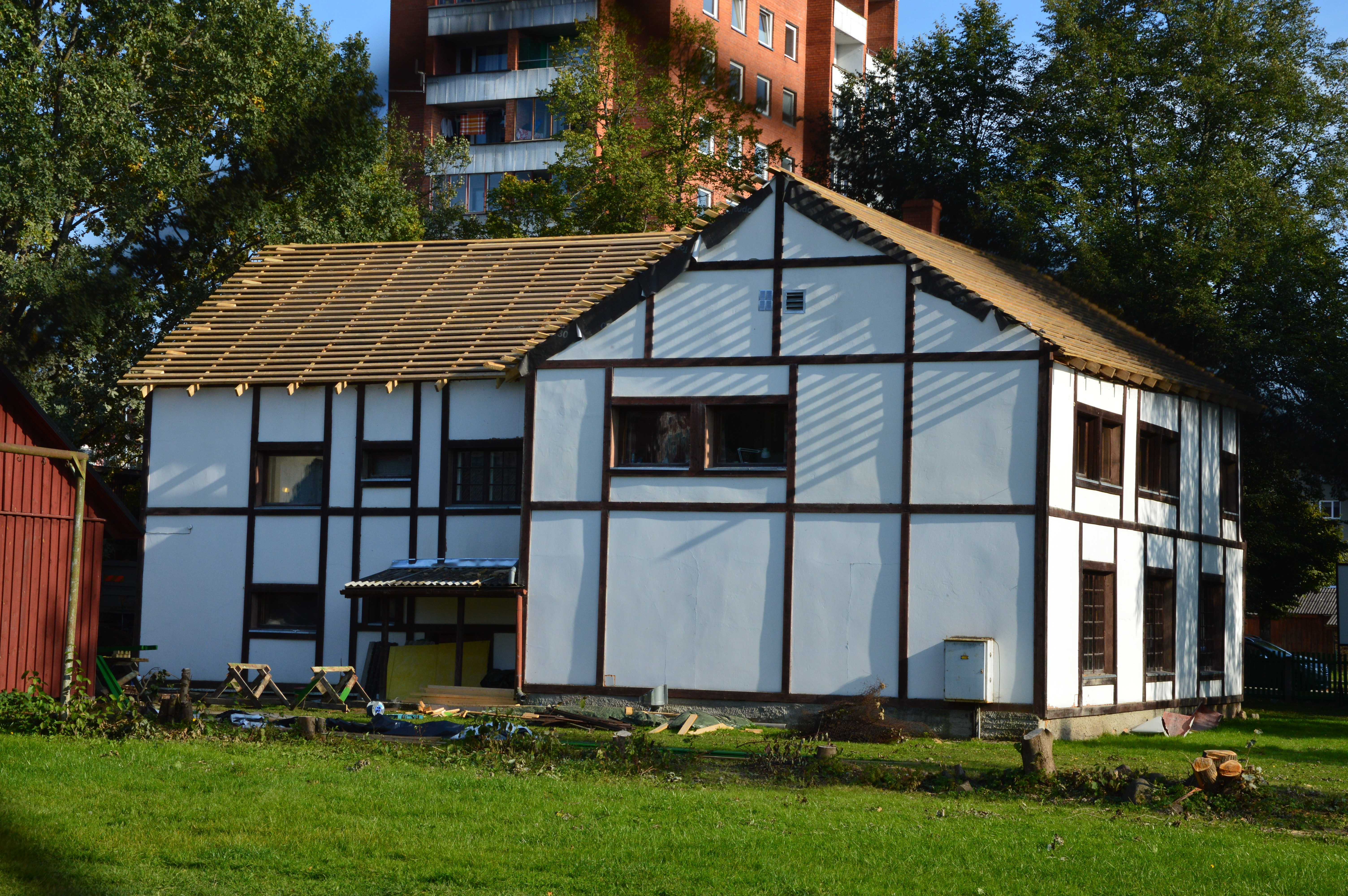
Здание Выруского института в 2014 году

Выруский институт (эст. Võru Instituut, выр. Võro Instituut) — эстонский государственный научно-исследовательский институт и развивающая организация, целями которого является сохранение и развитие выруского диалекта эстонского языка и национальный культуры народности выру.

## Деятельность
Институт был основан в 1995 году по распоряжению Правительства Эстонии, центром является город Выру на юге Эстонии. Посты директора института занимали в своё время Энн Касак (1995–1997), Кайдо Кама (1997–2004) и Кюлли Эйхенбаум (2004–2010). Действующим директором института является Райнер Кууба. В числе ведущих специалистов по вырускому диалекту и культуре выру в институте работают топонимик Эвар Саар и лексикограф Сулев Ива.
Деятельность института включает в себя широкий диапазон различных экспериментов и мероприятий, связанных с проблемами исчезающих языков: это создание программ обучения вырускому диалекту в школах, проведение полевых языковых и региональных исследований, сохранение национальных наименований населённых пунктов и географических объектов на языке выру, а также сбор данных о происхождении этих наименований (в этом преуспел Эвар Саар), издание литературы на выруском диалекте и ежегодные языковые конференции по языку выру. Цель работы института — вдохновить народ выру на то, чтобы они могли свободно общаться на родном выруском диалекте, и сохранить их образ жизни.